# Azzo Visconti
Azzo Visconti (7 december 1302 - 16 augustus 1339) was heer van Milaan van 1329 tot zijn dood. 

## Levensloop
Geboren in 1302 in Ferrara, was hij de enige wettige zoon van Galeazzo I Visconti en Beatrice d' Este. Dit was de tijd toen zijn familie uit Milaan was verbannen. Hij groeide op in moeilijke omstandigheden. Hij trouwde met Catharina van Savoye en ze hadden een enige dochter.
Met zijn moeder verbleef hij in Piazenca en kon, dankzij haar gulle financies, stand houden tegen zijn vijanden. In 1322 werd hij heer van Piacenza, maar in hetzelfde jaar was hij gedwongen tot vluchten, terwijl zijn vader zich in Milaan tegen ambitieuze familieleden moest verdedigen. 
Azzo trad toen in een fase van oorlog voeren en veroveren. Hij veroverde San Donnino in 1325 en streed tegen Pazence en Parma. Hij hielp Castrucci om op 23 september 1325 de Slag bij Altopascio te winnen op de pausgezinde Florentijnse Welfen. Op 15 november 1325 versloeg hij Bologna tijdens de Slag bij Monteveglio.
In 1327 werd hij samen met zijn vader en andere familieleden door keizer Lodewijk IV van Beieren (Lodewijk de Beier) gearresteerd en gevangengezet in de beruchte Forni van Monza, en dit tot in maart 1328. 
In 1329 kocht hij voor 60.000 florijnen de titel van keizerlijk intendant van Milaan vanwege de in geldnood verkerende keizer Lodewijk de Beier, in oppositie met de paus, die normaal gesproken het recht op de benoeming had. Azzo betaalde slechts 12.000 van de beloofde florijnen, de zwakke Lodewijk IV kon hem niet dwingen te betalen. Integendeel, Azzo verbood hem de toegang tot Milaan. Hetzelfde jaar werd hij beschuldigd in juli 1329 een van de moordenaars van zijn oom Marco te zijn geweest, maar werd nooit veroordeeld. 
Zowel de onmin met de keizer als de dood van Marco werden door de Ghibellijnen toegejuicht en Azzo werd weer persona grata in Rome. In februari 1330 werd zijn excommunicatie opgeheven evenals het interdict dat Milaan was opgelegd. Op 15 maart 1330 Azzo benoemd tot heer van Milaan. 
Het was toen de tijd dat koning Jan van Bohemen zich met de Italiaanse machtsverdeling begon te moeien en Azzo sloot zich aan bij de Liga van Castelbaldo, die hem bestreed. In 1332 veroverde hij Bergamo, Pavia en Pizzighettone, verdergaand in 1334 met Vercelli en Cremona.  En verder Lodi, Crema, Como, Piacenza, Brescia. Voor het einde van 1537 stond ongeveer gans Lombardije onder zijn gezag.
In 1338 laaide de ruzie weer op binnen de familie Visconti, door toedoen van Ludoviso Visconti, aan het hoofd van een legertje avonturiers. Op 20 februari 1339 werd door Luchino Visconti een overwinning behaald bij Parabiago. Azzo lag toen aan zijn bed gekluisterd door zware jichtaanvallen die hem praktisch helemaal verlamden. 
In 1331 was Karel van Bohemen, de zoon van Lodewijk IV van Beieren en de toekomstige keizer Karel IV, bijna vergiftigd bij een banket in Pavia. Azzo werd hiervan verdacht.  
Hij werd begraven in de kerk van San Gottardo, die hij enkele jaren voordien had laten bouwen. Hij wordt herinnerd als de opdrachtgever voor grote bouwwerken in Milaan en andere steden van Lombardije. De Milanese historici hebben hem beschreven als de grootste onder de Visconti's: gemakkelijk toegankelijk, rechtvaardig zonder overdreven strengheid, gematigd liberaal, aangename gesprekspartner, godsdienstig zonder overdrijving, groot generaal zonder oorlogszuchtig te zijn.